# 14 العظاءة
14 العظاءة (بالإنجليزية: 14 Lacertae)‏ هو نجم ثنائي، يقع في كوكبة العظاءة بالنصف الشمالي للكرة السماوية.

## روابط خارجية
- 14 العظاءة على موقع ويكي سكاي: DSS2, SDSS, GALEX, IRAS, Hydrogen α, X-Ray, Astrophoto, Sky Map, Articles and images